# To og to
To og to er en ungdomsfilm fra 2011 instrueret af Mikkel Rud efter eget manuskript.

## Handling
De fire venner, Marcus, Victor, Emma og Lea er taget i sommerhus i en uges tid. Marcus har svært ved at gøre noget ved sin forelskelses i Emma, selvom følelserne lader til at være gengældt, og da han mistænker sin ven Victor i også at have en interesse i hende, bliver venskab og hjerter sat på spil.